# Sân bay Toulouse – Blagnac
Sân bay Toulouse – Blagnac (tiếng Pháp: Aéroport de Toulouse-Blagnac) (IATA: TLS, ICAO: LFBO) là một sân bay nằm ở phía nam Blagnac và tây bắc Toulouse miền nam Pháp. Năm 2005, sân bay này phục vụ 5.612.700 lượt khách.
Airbus lắp ráp máy bay ở xưởng gần đó và bay thử nghiệm ở sân bay này.

## Các hãng hàng không và điểm đến

### Sảnh A
- Air France (Ajaccio, Basel/Mulhouse, Clermont-Ferrand, Geneva, Lille, Lyon, Madrid, Marseille, Milan-Malpensa, Nantes, Nice, Paris-Charles de Gaulle, Paris-Orly, Rennes, Rome-Fiumicino, Strasbourg)
- Europe Airpost (các điểm đến khác nhau)
- Germanwings (Hamburg)
- Iberia Airlines
  - Air Nostrum (Madrid, Seville)
- Lufthansa (Frankfurt) 
  - Eurowings (Düsseldorf)
  - Lufthansa CityLine (Frankfurt, Munich)
- TAP Portugal

### Sảnh B
- KLM (Amsterdam) 
  - KLM Cityhopper (Amsterdam)

### Sảnh C
- Aer Lingus (Dublin)
- Aigle Azur (Algiers, Cairo, Luxor, Oran)
- Air Algérie (Algiers, Oran)
- Air France
  - HOP! (Tétouan)
- Air Malta (Malta)
- Air Transat (Montréal, Toronto-Pearson)
- Atlas Blue (Agadir, Marrakech)
- British Airways (London-Gatwick)
- Brussels Airlines (Brussels)
- Corsairfly (Saint-Denis de la Réunion)
- easyJet (Bristol, London-Gatwick,Lyon (từ 02.05.08), Madrid, Paris-Orly)
- Europe Airpost (xem sảnh A)
- Flybe (Birmingham)
- Jet2.com (Belfast, Edinburgh (từ 19.05.08), Leeds/Bradford)
- Karthago Airlines (Djerba)
- LTE International Airways (Tenerife)
- Nouvelair (Djerba, Monastir)
- Ostfriesische Lufttransport (Bremen)
- Onur Air (Antalya, Izmir)
- Royal Air Maroc (Casablanca)
- Thomas Cook Airlines (London-Gatwick, Manchester)
- Tunisair (Djerba, Monastir, Tunis)
- Twin Jet (Metz-Nancy)
- Viking Airlines (Athena)